# Бидев, Павле
Павле Бидев (серб. Павле Бидев, 22 июня 1912, Приеполе — 16 января 1988) — югославский философ, историк, востоковед и шахматист, национальный мастер.
Четырехкратный чемпион Социалистической Республики Македонии (между 1946 и 1955 гг.).
Участник чемпионатов Югославии 1946 и 1947 гг.
В составе сборной Югославии участник Балканиады 1947 г. (серебряная медаль) и матча со сборной Чехословакии того же года (был запасным, во 2-м туре играл вместо С. Пуца).
Занимался исследованиями в области истории и философии Китая. Был первым европейцем, получившим доступ к документам династии Тан в коммунистическом Китае. Выдвинул версию о китайском происхождении шахмат (по его мнению, их изобрел придворный астролог, использовавший некие «магические квадраты», по которым определенным образом передвигались фигуры).

## Работы
- Šah, simbol kosmosa.

## Спортивные результаты
| Год  | Город   | Соревнование                                          | + | − | = | Результат | Место               |
| ---- | ------- | ----------------------------------------------------- | - | - | - | --------- | ------------------- |
| 1946 | Загреб  | Чемпионат Югославии                                   | 5 | 8 | 5 | 7½ из 18  | 14—16               |
| 1947 | Любляна | Чемпионат Югославии                                   | 5 | 4 | 8 | 9 из 17   | 8—10                |
|      | София   | Балканиада                                            |   |   |   |           | Команда — 2-е место |
|      | Загреб  | Матч Югославия — Чехословакия (против К. Опоченского) | 1 | 0 | 0 | 1 из 1    |                     |